# Glarner Hauptüberschiebung
Glarner Hauptüberschiebung, do seznamu UNESCO zapsán jako Swiss Tectonic Arena Sardona, je tektonická násunová struktura ve východní části Západních Alp (Glarnských Alpách), na území Švýcarska. Oblast zabírá plochu 32 850 ha. Na tomto území asi 7 vrcholů přesahuje nadmořskou výšku 3000 m. V roce 2008 byl zapsán na seznam světového dědictví UNESCO.

## Důvod ochrany
Oblast poskytuje možnost sledovat velmi dobře zachovalý a dobře odkrytý příklad horotvorných procesů během kontinentální kolize. Vynikající zachovalost geologického profilu přes násunovou plochu příkrovu, místo kde se starší horniny nasunuly na mladší horninové celky. Lokalita nabízí velmi dobré podmínky pro pozorování a zkoumání těchto fenoménů ve třech dimenzích a byla významnou lokalitou pro pochopení analogických procesů již od 18. století.

## Poloha
Násun lze pozorovat na relativně velkém území kantonů Glarus, St. Gallen a Graubünden, hlavně díky jeho horizontální orientaci a velké vertikální členitosti reliéfu. Nejznámější bradlové výchozy se nacházejí u Lochs nedaleko města Glarus a pod vrchem Tschingelhörner mezi obcemi Elm a Flims, blízko skalního okna známého jako Martinsloch.

## Fotogalerie

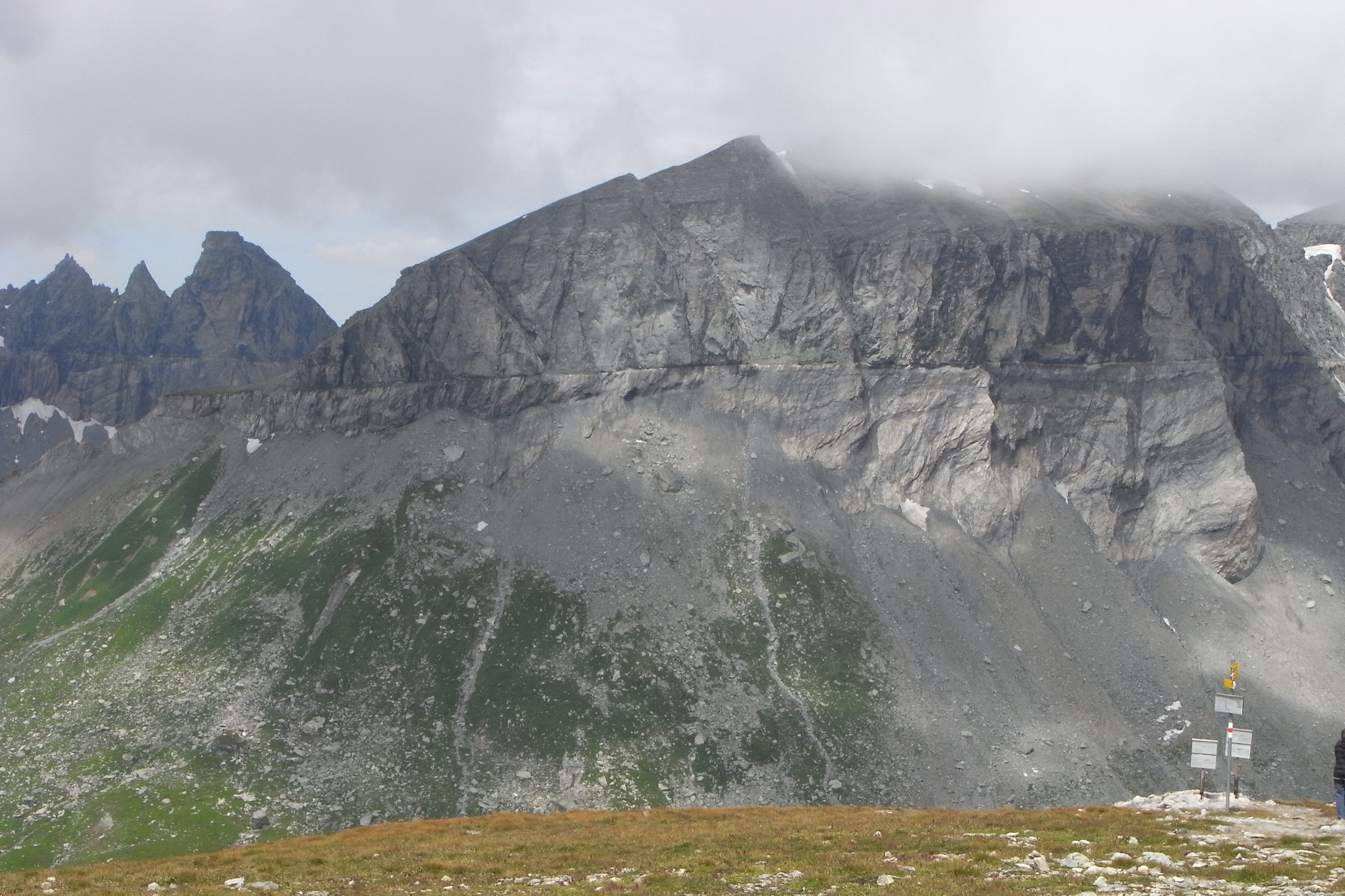
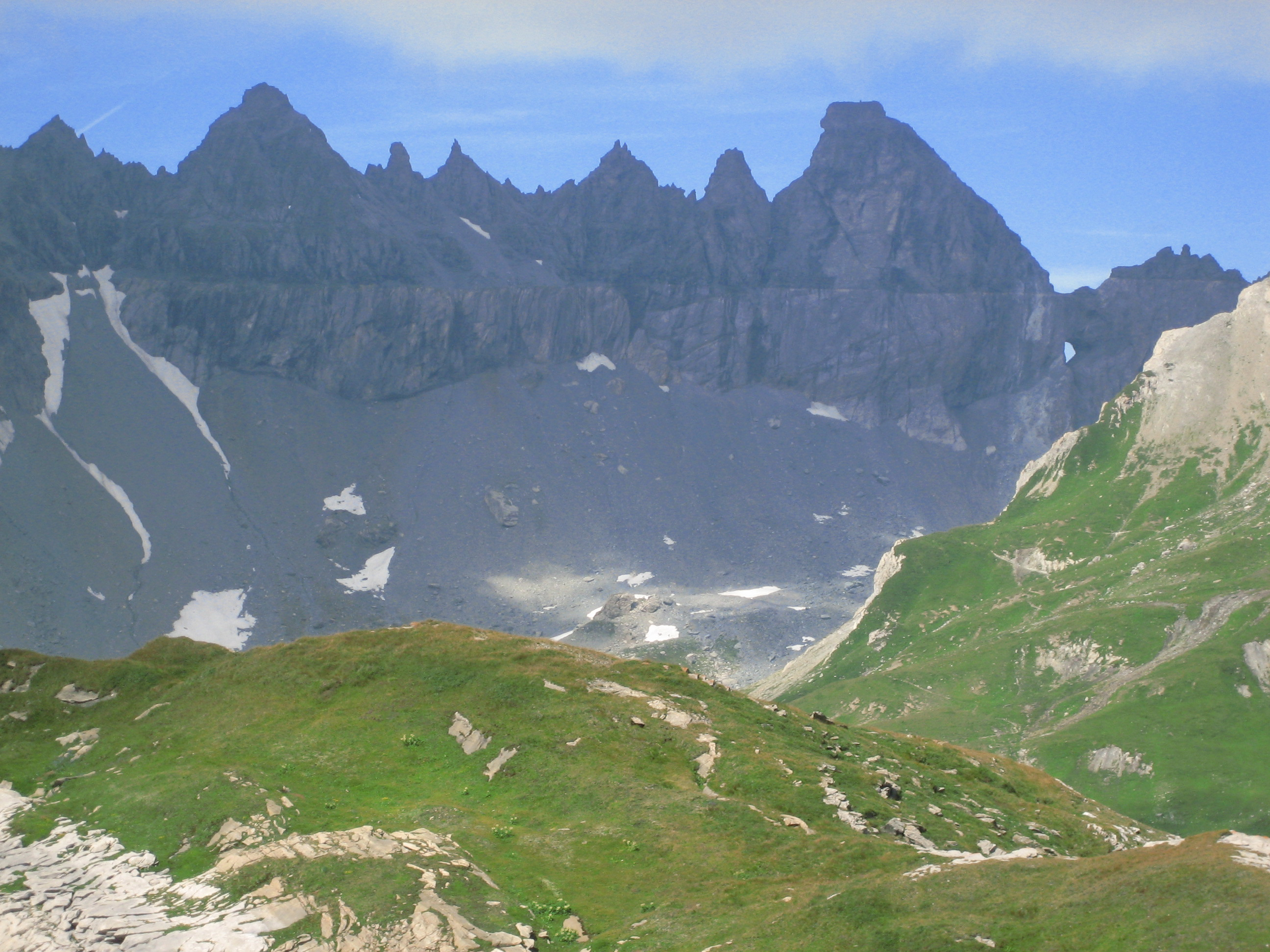
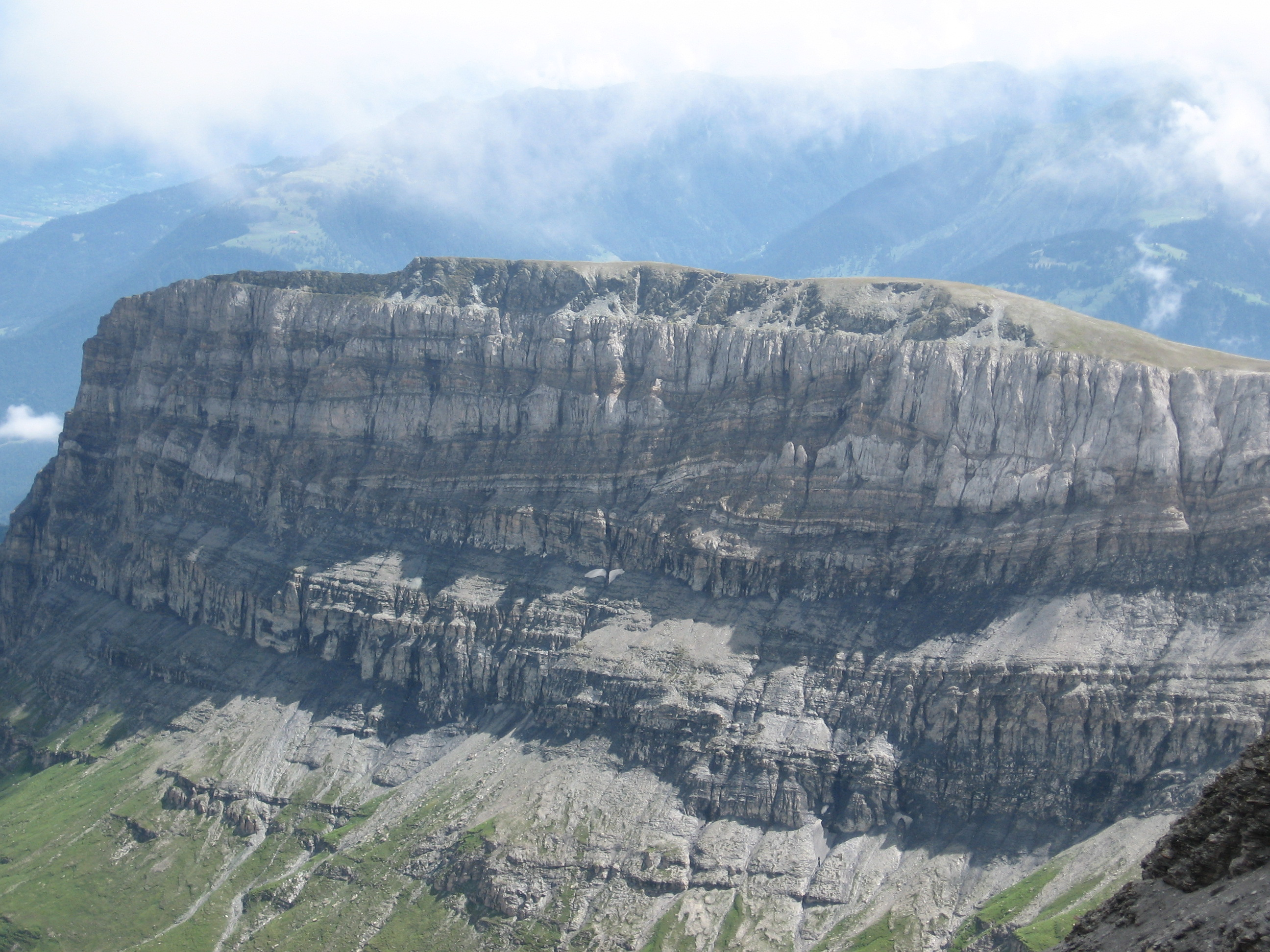
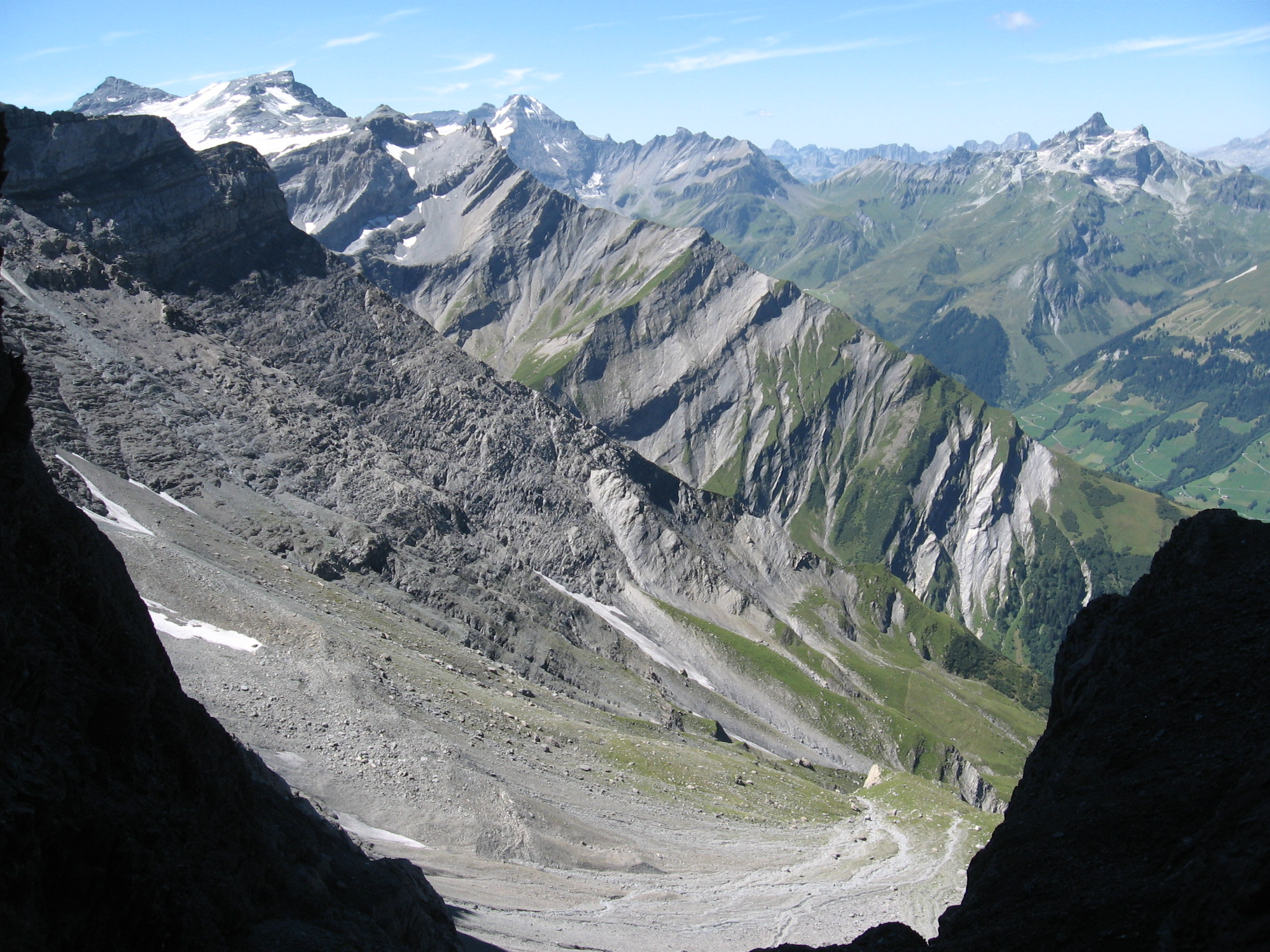

## Geologická stavba
Glarner Hauptüberschiebung je jedním z nejvýznamnějších studovaných nízkoúhlových nasunů v Alpách. Podél příkrovové plochy lze sledovat nejméně 30 - 40 km přesunu helvétských příkrovů na sever na vnější Aarmassif a komplexy infrahelvetika. Násuny tvoří tektonický kontakt mezi permsko-triasovými (helvetickými) horninami verrucanské skupiny tvořící vrchní blok násunu a mladšími Jursko-křídovými vápenci infrahelvetika a paleogenními flyši. Násun se udál na hranici oligocénu a miocénu (pizolská fáze) a je považován za tzv. násun typu „out of sequence“.
Horniny verrucana jsou postiženy slabou metamorfózou facie zelených břidlic, která dosáhla 300 - 350 °C a postupně vyznívá směrem na sever do nižších stratigrafických úrovní. Metamorfóza podložních infrahelvétskych hornin dosáhla 270 - 300 ° C v jižní a 170 - 190 °C v severní části komplexu.
Samotnou násunovou plochu tvoří asi 1 m silná vrstva intenzivně deformovaných kalcitických mylonitú, prostoupených systémem žilek. Tyto horniny jsou v literatuře označovány jako Lochsitekalk nebo lochsitský Mylonas.